# Bakelit
Bakelit (formalno polioksibenzilmetilenglikolanhidrid, je termoreaktivna fenol formaldehidna smola, nastala reakcijom kondenzacije fenola sa formaldehidom. Ovu prvu plastiku napravljenu od sintetičkih komponenti, razvio je Leo Bekeland u Jonkersu, Njujork, 1907. godine, a patentirao 7. decembra 1909. (U.S. Patent 942.699A).
Zbog svoje električne neprovodljivosti i otpornosti na toplotu, postao je veliki komercijalni uspeh. Korišćen je u električnim izolatorima, kućištima za radio i telefone i raznim proizvodima kao što su kuhinjsko posuđe, nakit, cevčice, dečije igračke i vatreno oružje. „Retro“ privlačnost starih bakelitnih proizvoda učinila ih je kolekcionarskim.
Stvaranje sintetičke plastike bilo je revolucionarno za hemijsku industriju, koja je u to vreme najveći deo svog prihoda ostvarivala od boja za tkanine i eksploziva. Komercijalni uspeh bakelita inspirisao je industriju da razvije druge sintetičke plastike. Kao prva komercijalna sintetička plastika na svetu, Bakelit je proglašen nacionalnim istorijskim hemijskim obeležjem od strane Američkog hemijskog društva.

## Sinteza
Pravljenje bakelita je proces u više faza. Počinje zagrevanjem fenola i formaldehida u prisustvu katalizatora kao što je hlorovodonična kiselina, cink hlorid ili bazni amonijak. Ovo stvara tečni proizvod kondenzacije, nazvan bakelit A, koji je rastvorljiv u alkoholu, acetonu ili dodatnom fenolu. Dalje zagrejan, proizvod postaje delimično rastvorljiv i još uvek se može omekšati toplotom. Dugotrajno zagrevanje rezultira „nerastvorljivom tvrdom gumom”. Međutim, visoke temperature potrebne da bi se ovo ostvarilo imaju tendenciju da izazovu nasilno penjenje smeše kada se radi na standardnom atmosferskom pritisku, što ima za ishod da je ohlađeni materijal porozan i lomljiv. Bekelandov inovativni korak bio je da stavi svoj „poslednji proizvod kondenzacije” u "bakelizer" u obliku jajeta. Zagrevanjem pod pritiskom, na oko 150 °C (300 °F), Bekeland je uspeo da potisne penjenje koje bi inače nastalo. Dobijena supstanca je izuzetno tvrda i netopiva i nerastvorljiva.‍:67‍:38–39
- Prostorija za merenje
- Proizvodna prostorija
- Prostorija za hlađenje
- Laboratorija za inspekciju smola i lakova
- Ispitivanje uzoraka smole
- Razvojna laboratorija

## Literatura
- Baekeland, L. H. (март 1909). „The Synthesis, Constitution, and Uses of Bakelite”. Journal of Industrial & Engineering Chemistry (на језику: енглески). 1 (3): 149—161. ISSN 0095-9014. doi:10.1021/ie50003a004.

## Spoljašnje veze
- All Things Bakelite: The Age of Plastic—trailer for a film by John Maher, with additional video & resources
- Amsterdam Bakelite Collection
- Large Bakelite Collection
- Bakelite: The Material of a Thousand Uses
- Virtual Bakelite Museum of Ghent 1907–2007